# Brand-Erbisdorf
Brand-Erbisdorf är en tysk stad i distriktet (Landkreis) Mittelsachsen i förbundslandet Sachsen. Stadens utveckling dominerades över en lång tid av gruvdriften efter silver som skedde i området. Förutom staden ingår ytterligare 6 orter i kommunen.
Staden ligger cirka 5 km söder om Freiberg vid förbundsvägen B101. I Freiberg finns även den närmaste järnvägsstationen och därifrån går bussar.

## Historia
Orten etablerades som by och den nämndes 1209 för första gången i en urkund. Gruvdriften som startades i Freiberg nådde under de följande årtionden regionen kring dagens Brand-Erbisdorf. Under 1400-talet nådde stridigheter med Husiterna orten, vad som minskade silverproduktionen men efter 1500 ökade produktionen igen. Året 1515 fick orten av hertig Georg vissa administrativa befogenheter men de egentliga stadsrättigheterna tillkom så sent som 1834.
Utvecklingen försämrades med varje krig som pågick i regionen och vid slutet av 1800-talet blev gruvdriften olönsam. Fram till 1912 var stadsdelarna Brand och Erbisdorf självständiga orter. Sammanslagningen bestämdes av en överordnad myndighet. Gruvdriften ersattes stegvis med industrier (möbel, glas, biltillbehör, tandhygien). Under andra världskriget producerade stadens fabriker främst vapen. Efter kriget var de största industrier produktionen glödlampor (Narva) och en smedja.

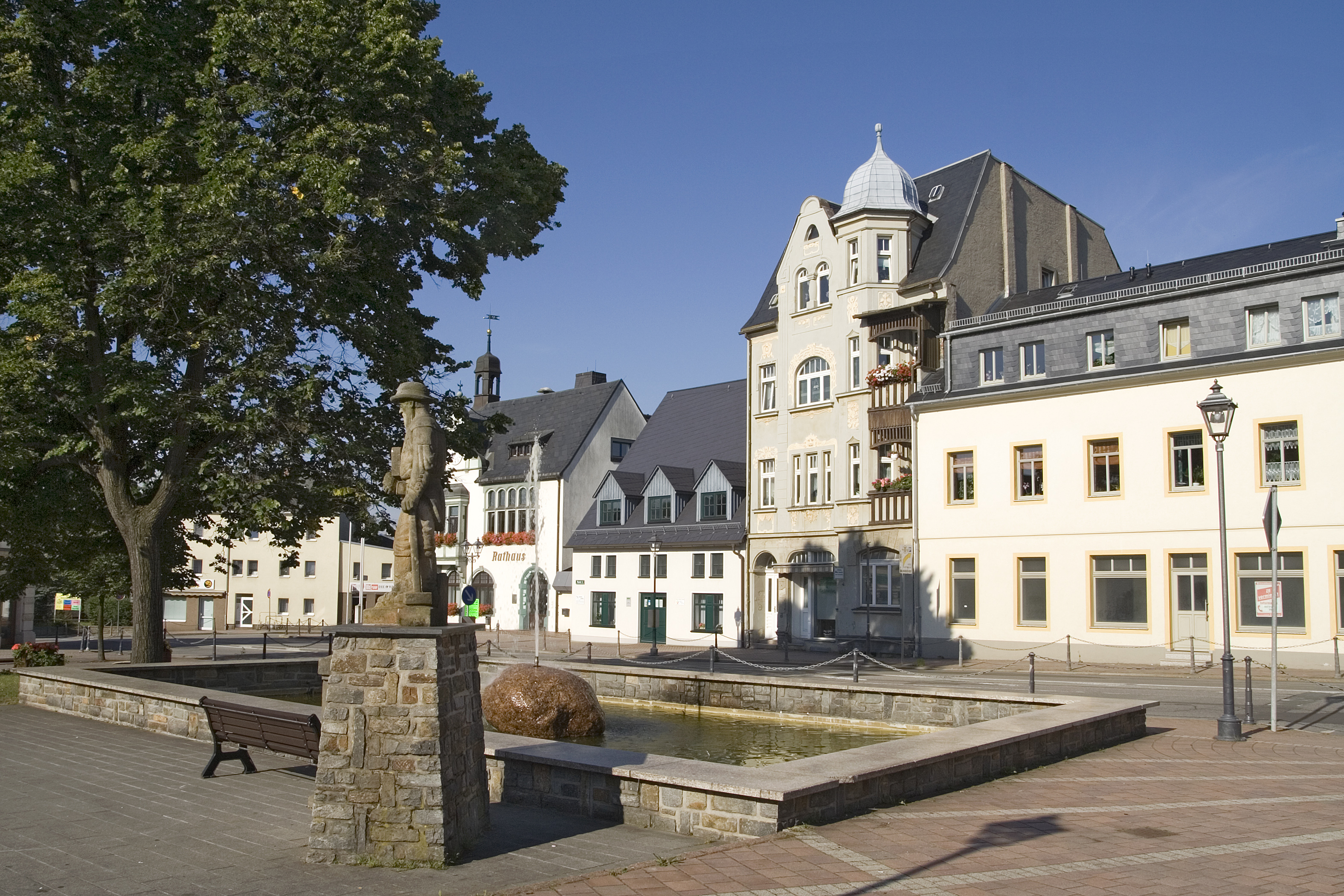
Torg i stadens centrum med rådhuset.
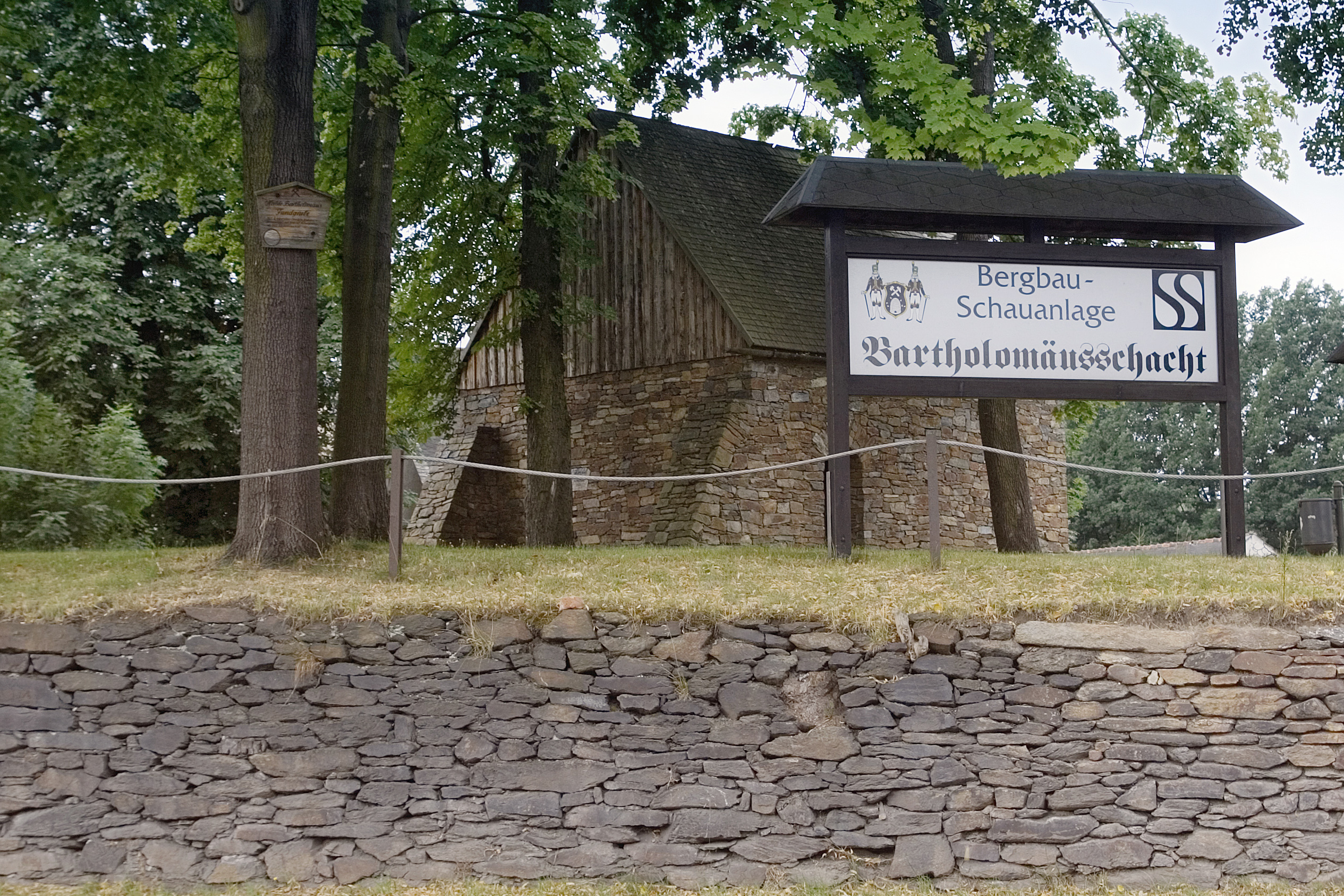
Ingång till en gruva, idag museum.
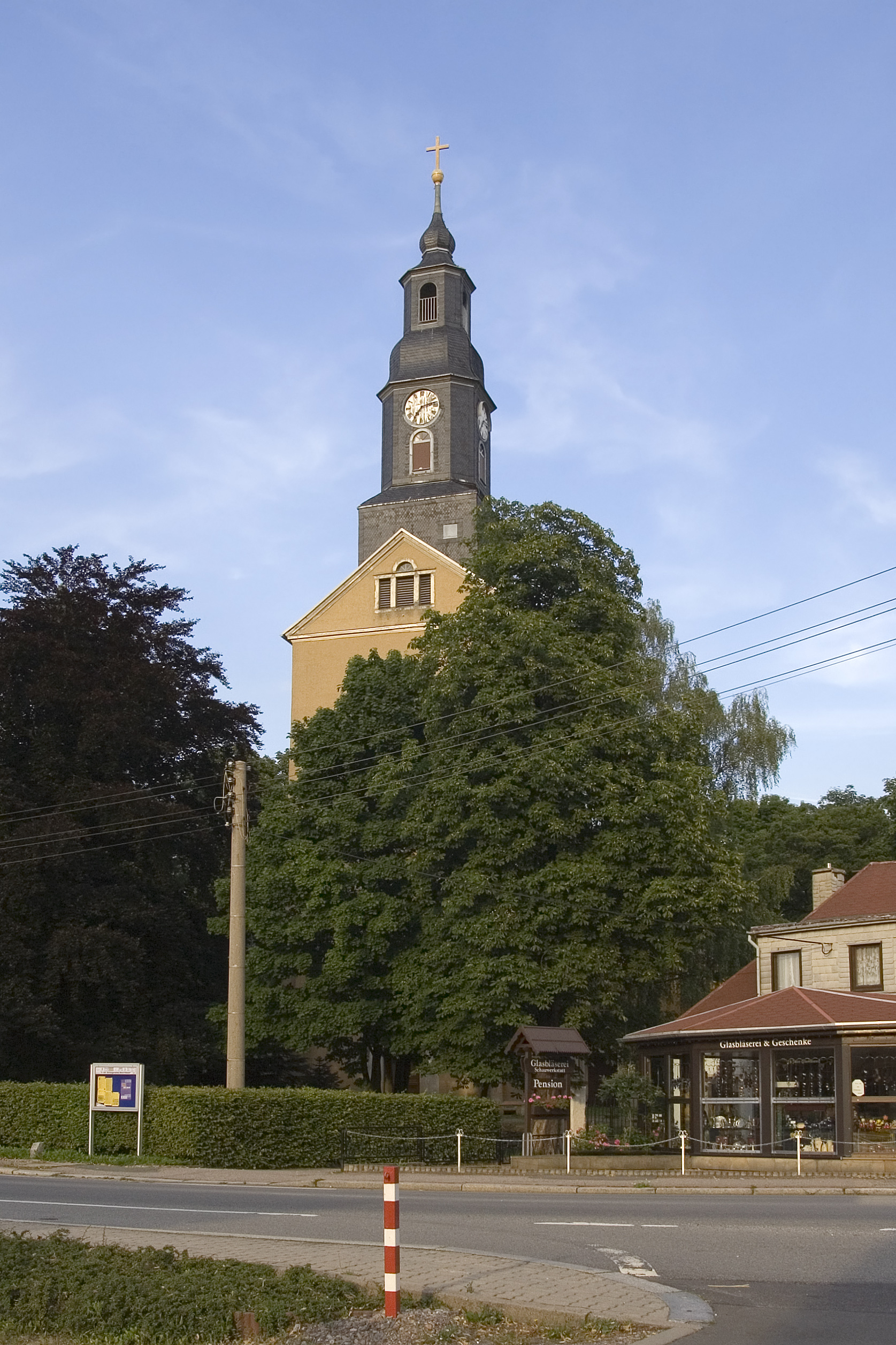
Kyrkan.
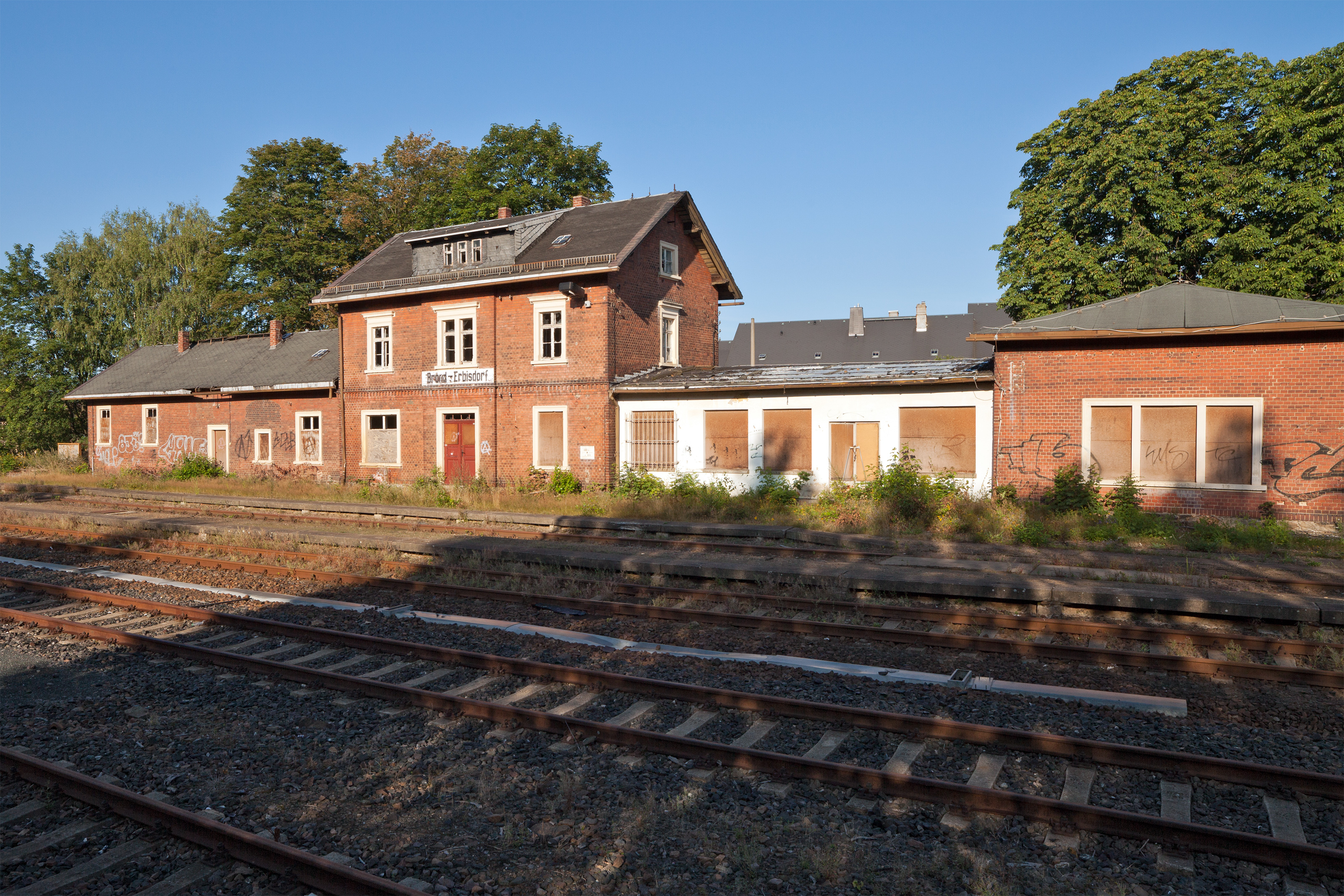
Den nedlagda järnvägsstationen.

## Vänorter[6]
- Dillingen an der Donau, Tyskland
- Langenau, Tyskland
- Jirkov, Tjeckien
- Weyarn, Tyskland